# 高斯常數
高斯常數符號為G，是1和根號2之算术-几何平均数的倒數：
{\displaystyle G={\frac {1}{\mathrm {agm} (1,{\sqrt {2}})}}=0.8346268\dots .}
此數學常數得名自卡爾·弗里德里希·高斯，他在1799年5月30日發現
{\displaystyle G={\frac {2}{\pi }}\int _{0}^{1}{\frac {dx}{\sqrt {1-x^{4}}}}}
因此
{\displaystyle G={\frac {1}{2\pi }}B({\tfrac {1}{4}},{\tfrac {1}{2}})}
其中B為貝塔函數。

## 和其他常數的關係
高斯常數常用來表示{\displaystyle \color {blue}\Gamma ({\frac {1}{4}})}的數值。
{\displaystyle \Gamma ({\tfrac {1}{4}})={\sqrt {2G{\sqrt {2\pi ^{3}}}}}}
換句話說
{\displaystyle G={\frac {[\Gamma ({\tfrac {1}{4}})]^{2}}{2{\sqrt {2\pi ^{3}}}}}}
因為{\displaystyle \pi }和{\displaystyle \Gamma ({\frac {1}{4}})}互相代數獨立，且{\displaystyle \Gamma ({\frac {1}{4}})}為無理數，因此高斯常數為超越數。

### Lemniscate常數
高斯常數常用來定義lemniscate常數，第一lemniscate常數為：
{\displaystyle L_{1}\;=\;\pi G}
第二lemniscate常數為：
{\displaystyle L_{2}\,\,=\,\,{\frac {1}{2G}}}
在計算伯努利雙紐線的弧长時會出現這些常數。

## 其他公式
以下是一個用Θ函數定義高斯常數的公式
{\displaystyle G=\vartheta _{01}^{2}(e^{-\pi })}
也可以用以下快速收斂的級數表示
{\displaystyle G={\sqrt[{4}]{32}}e^{-{\frac {\pi }{3}}}\left(\sum _{n=-\infty }^{\infty }(-1)^{n}e^{-2n\pi (3n+1)}\right)^{2}.}
高斯常數也可以用無窮乘積表示：
{\displaystyle G=\prod _{m=1}^{\infty }\tanh ^{2}\left({\frac {\pi m}{2}}\right).}
在以下的定積分中也有高斯常數
{\displaystyle {\frac {1}{G}}=\int _{0}^{\pi /2}{\sqrt {\sin(x)}}dx=\int _{0}^{\pi /2}{\sqrt {\cos(x)}}dx}
{\displaystyle G=\int _{0}^{\infty }{\frac {dx}{\sqrt {\cosh(\pi x)}}}}
高斯常數的连分数為[0, 1, 5, 21, 3, 4, 14, ...]. （OEIS數列A053002）